# Irving L. Halter, Jr.

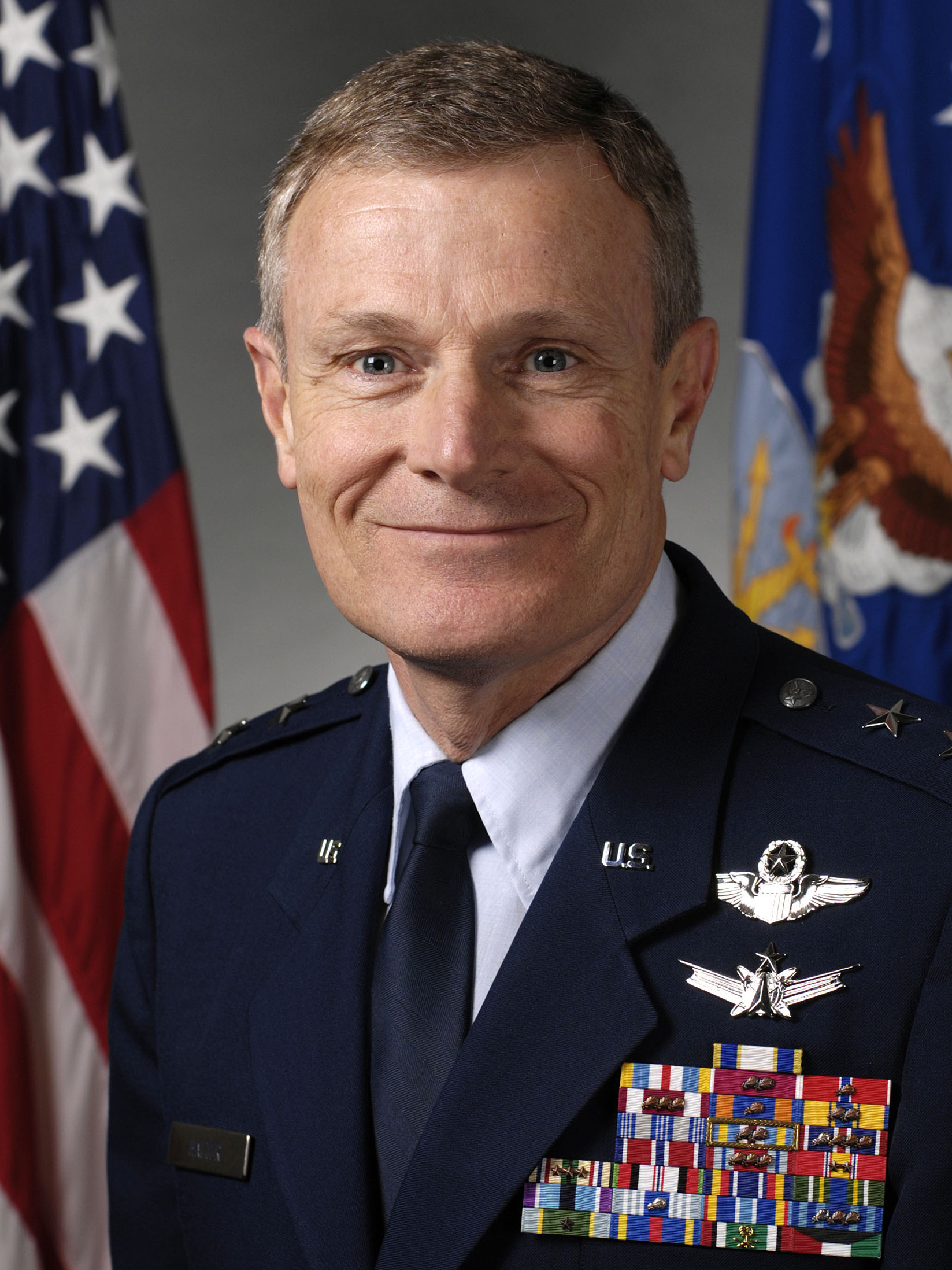
Irving L. Halter Jr. (2009)

Irving Leslie Halter Jr. (* Dezember 1954 in Bridgeton, Cumberland County, New Jersey) ist ein pensionierter Generalmajor der United States Air Force. Er war unter anderem Kommandeur der 19. Luftflotte (Nineteenth Air Force). Im Jahr 2014 bewarb er sich erfolglos um einen Sitz im U.S. Repräsentantenhaus.
Halter besuchte die öffentlichen Schulen seiner Heimat. Im Jahr 1977 absolvierte er die United States Air Force Academy in Colorado Springs. Nach seiner Graduation wurde er als Leutnant in das Offizierskorps der Air Force aufgenommen. In der Folge durchlief er alle Offiziersgrade vom Leutnant bis zum Zwei-Sterne-General.
Im Lauf seiner militärischen Karriere absolvierte er verschiedene Kurse und Schulungen. Dazu gehörten unter anderem eine Ausbildung zum Kampfpiloten und weitere Fortbildungskurse als Pilot neuer Flugzeugtypen; die Squadron Officer School auf der Maxwell Air Force Base in Alabama; das Air Command and Staff College, ebenfalls auf der Maxwell AFB; der Combined Force Air Component Commander Course; das United States Army War College in Carlisle in Pennsylvania und der Joint Flag Officer Warfighting Course, ebenfalls auf der Maxwell AFB. Außerdem erhielt er akademische Grade von der Troy University und der Syracuse University.
In seinen frühen Jahren als Offizier der Luftwaffe war er an Stützpunkten auf mehreren Kontinenten stationiert. Dabei war er als Pilot, Flugausbilder oder Stabsoffizier bei unterschiedlichen Einheiten tätig. Dazwischen absolvierte er die erwähnten Schulungen. Halter war unter anderem im Irakkrieg und im Krieg in Afghanistan eingesetzt.
Zwischen Mai 1979 und Mai 1984 war er auf der Kadena Air Base in Japan als Ausbildungspilot bei zwei Schwadronen stationiert. Anschließend war er bis zum Juni 1987 auf der Tyndall Air Force Base in Florida Ausbildungspilot bei der 1. Ausbildungsschwadron (1st Tactical Fighter Training Squadron). Danach wurde er nach Deutschland auf die Ramstein Air Base versetzt. Zwischen Juli 1987 und Juli 1989 gehörte er dort als executive officer to the Vice Commander dem Stab der United States Air Forces in Europe an.
Nach seinem anschließenden Studium am Air Command and Staff College wurde er im Juli 1990 Leiter der Stabsabteilung für Operationen der 8th Air Support Operations Group. Gleichzeitig diente er als Verbindungsoffizier zum VII. Korps der United States Army, das in Stuttgart stationiert war, damals aber in Saudi-Arabien am Zweiten Golfkrieg teilnahm. Diese Aufgaben nahm Irving Halter bis zum Dezember 1991 wahr. Anschließend wurde er auf die Bitburg Air Base versetzt, wo er zwischen Januar 1992 und Dezember 1993 in unterschiedlichen Funktionen dem Stab der 22. Kampfstaffel (22nd Fighter Squadron) angehörte.
Halters nächste Mission führte ihn nach England. Auf der Royal Air Force Base Lakenheath kommandierte er zwischen Januar 1994 und Juni 1995 die 493. Kampfschwadron. Nach einer zwischenzeitlich anderen Verwendung als National Defense Fellow, Secretary of Defense Strategic Studies Group in Washington, D.C. wurde er im Juni 1996 auf die Langley Air Force Base in Virginia versetzt. Dort kommandierte er zwischen Juni 1996 und Juni 1998 die 1st Operations Group. Anschließend gehörte er bis zum August 1999 der Stabsabteilung für Planungen und Programme im Hauptquartier der Air Force an.
In der Folge kehrte Halter auf die RAF-Base Lakenheath zurück, wo er zwischen August 1999 und März 2001 den Oberbefehl über das 48. Kampfgeschwader (48th Fighter Wing) innehatte. Danach erhielt er das Kommando über das 366. Geschwader (366th Wing), das auf der Mountain Home Air Force Base in Idaho ansässig war. Dieses Amt bekleidete er zwischen März 2001 und Januar 2003. Anschließend gehörte er bis zum Juni 2005 als Deputy Director for National Systems Operations der Stabsabteilung J3 der Joint Chiefs of Staff an. Als Nächstes kehrte er zur Air Force Academy in Colorado Springs zurück, wo er bis zum September 2006 das Amt des stellvertretenden Leiters dieser Institution ausübte (Vice Superintendent, U.S. Air Force Academy).
Am 3. Oktober 2006 übernahm Irving Halter als Nachfolger von Marc E. Rogers auf der Randolph Air Force Base in Texas das Kommando über die 19. Luftflotte. Dieses Amt bekleidete er bis zum 30. Juli 2008, als er von Gregory A. Fees abgelöst wurde. Nach dem Ende dieses Auftrags kehrte er zum Stab der Joint Chiefs of Staff zurück, wo er bis zu seiner Pensionierung im Jahr 2009 stellvertretender Leiter der Stabsabteilung J3 für Operationen (Vice Director, Operations J3) war.
Während seiner aktiven Zeit als Militärpilot absolvierte er über 3200 Flugstunden auf verschiedenen Flugzeugtypen.
Nach seiner Pensionierung wurde Halter Vorstandsmitglied der Firma Computer Sciences Corporation. Politisch gehörte er ursprünglich der Republikanischen Partei an. Später verließ er die Partei und wechselte zu den Demokraten. Im Jahr 2014 kandidierte er erfolglos für den 5. Kongresswahlbezirk des Staates Colorado für das US-Repräsentantenhaus. Zwischen 2015 und 2019 war er als Executive Director of Colorado Department of Local Affairs für die Staatsregierung von Colorado tätig.

## Daten der Beförderungen
| Abzeichen | Rang               | Jahr             |
| --------- | ------------------ | ---------------- |
|           | Second Lieutenant  | 1. Juni 1977     |
|           | First Lieutenant   | 1. Juni 1979     |
|           | Captain            | 1. Juni 1981     |
|           | Major              | 1. Juni 1988     |
|           | Lieutenant Colonel | 1. April 1992    |
|           | Colonel            | 1. Oktober 1996  |
|           | Brigadier General  | 1. November 2002 |
|           | Major General      | 6. Februar 2006  |

## Orden und Auszeichnungen
Irving Halter erhielt im Lauf seiner militärischen Laufbahn unter anderem folgende Auszeichnungen:
- Air Force Distinguished Service Medal
- Defense Superior Service Medal
- Legion of Merit
- Bronze Star Medal
- Meritorious Service Medal
- Air Medal
- Air Force Commendation Medal
- Air Force Achievement Medal